# Newton, Texas
Newton là một thành phố thuộc quận Newton, tiểu bang Texas, Hoa Kỳ. Năm 2010, dân số của xã này là 2478 người.

## Dân số
- Dân số năm 2000: 2459 người.
- Dân số năm 2010: 2478 người.